# Resolució 1340 del Consell de Seguretat de les Nacions Unides
La Resolució 1340 del Consell de Seguretat de les Nacions Unides, adoptada per unanimitat el 8 de febrer de 2001 després de reafirmar les resolucions 808 (1993), 827 (1993), 1166 (1998) i 1329 (2000), i examinar les candidatures per als càrrecs de magistrats del Tribunal Penal Internacional per a l'antiga Iugoslàvia rebudes pel Secretari General Kofi Annan, el Consell va establir una llista de candidats en concordança a l'article 13 de l'Estatut del Tribunal Internacional per a consideració de la Assemblea General.
La llista de nominats va ser la següent:
- Carmel A. Agius (Malta)
- Richard Allen Banda (Malawi)
- Mohamed Amin El Abbassi Elmahdi (Egipte)
- Mohamed El Habib Fassi Fihri (el Marroc)
- David Hunt (Austràlia)
- Claude Jorda (França)
- O-gon Kwon (República de Corea)
- Liu Daqun (Xina)
- Abderraouf Mahbouli (Tunísia)
- Richard George May (Regne Unit de Gran Bretanya i Irlanda del Nord)
- Theodor Meron (Estats Units d'Amèrica)
- Florence Ndepele Mwachande Mumba (Zàmbia)
- Rafael Nieto Navia (Colòmbia)
- Leopold Ntahompagaze (Burundi)
- Alphonsus Martinus Maria Orie (Països Baixos)
- Fausto Pocar (Itàlia)
- Jonah Rahetlah (Madagascar)
- Patrick Lipton Robinson (Jamaica)
- Almiro Simõés Rodrigues (Portugal)
- Miriam Defensor Santiago (Filipines)